# Lijst van Eerste Kamerleden 1923-1926
Lijst van Eerste Kamerleden 1923-1926 geeft een overzicht van de leden van de Nederlandse Eerste Kamer in de periode tussen de verkiezingen van 1923 en de verkiezingen van 1926. De zittingsperiode van de Eerste Kamer ging in op 18 september 1923 en eindigde op 21 september 1926. 
De Eerste Kamer telde 50 leden, gekozen door de leden van Provinciale Staten in de elf provincies. Eerste Kamerleden werden gekozen voor een termijn van zes jaar; om de drie jaar werd de helft van de Eerste Kamer vernieuwd.
| Naam                             | politieke partij                      | KG  | begindatum        | einddatum         | refs   |
| -------------------------------- | ------------------------------------- | --- | ----------------- | ----------------- | ------ |
| Herman Amelink                   | Anti-Revolutionaire Partij            | IV  | 10 november 1925  | 21 september 1926 | [ 1 ]  |
| Anne Anema                       | Anti-Revolutionaire Partij            | IV  | 18 september 1923 | 21 september 1926 | [ 2 ]  |
| Johannes Arntz                   | Algemeene Bond                        | II  | 18 september 1923 | 21 september 1926 | [ 3 ]  |
| Samuel van den Bergh             | Vrijheidsbond                         | III | 18 september 1923 | [ f ]             | [ 4 ]  |
| Henricus Blomjous                | Algemeene Bond                        | I   | 18 september 1923 | [ f ]             | [ 5 ]  |
| Paul Briët                       | Anti-Revolutionaire Partij            | IV  | 20 januari 1925   | 21 september 1926 | [ 6 ]  |
| Charles Cramer                   | Sociaal-Democratische Arbeiderspartij | IV  | 18 september 1923 | 31 augustus 1925  | [ 7 ]  |
| Jelle Croles                     | Anti-Revolutionaire Partij            | III | 18 september 1923 | [ f ]             | [ 8 ]  |
| Piet Danz                        | Sociaal-Democratische Arbeiderspartij | IV  | 17 september 1925 | 21 september 1926 | [ 9 ]  |
| Pieter Diepenhorst               | Anti-Revolutionaire Partij            | II  | 18 september 1923 | 21 september 1926 | [ 10 ] |
| Pierre Dobbelmann                | Algemeene Bond                        | II  | 18 september 1923 | 21 september 1926 | [ 11 ] |
| David van Embden                 | Vrijzinnig-Democratische Bond         | III | 18 september 1923 | [ f ]             | [ 12 ] |
| Wybe Fransen                     | Algemeene Bond                        | III | 18 september 1923 | [ f ]             | [ 13 ] |
| Herman Franssen                  | Anti-Revolutionaire Partij            | II  | 18 september 1923 | 21 september 1926 | [ 14 ] |
| Nicolaas de Gijselaar            | Christelijk-Historische Unie          | IV  | 18 september 1923 | 21 september 1926 | [ 15 ] |
| Piet Haazevoet                   | Algemeene Bond                        | III | 18 september 1923 | [ f ]             | [ 16 ] |
| Oscar Haffmans                   | Algemeene Bond                        | I   | 18 september 1923 | [ f ]             | [ 17 ] |
| Joan Heerkens Thijssen           | Algemeene Bond                        | III | 18 september 1923 | [ f ]             | [ 18 ] |
| Louis Hermans                    | Sociaal-Democratische Arbeiderspartij | II  | 16 september 1925 | 21 september 1926 | [ 19 ] |
| Abraham van der Hoeven           | Christelijk-Historische Unie          | IV  | 18 september 1923 | 21 september 1926 | [ 20 ] |
| Alexander Idenburg               | Anti-Revolutionaire Partij            | IV  | 18 september 1923 | 19 december 1924  | [ 21 ] |
| François Janssen                 | Algemeene Bond                        | I   | 18 september 1923 | [ f ]             | [ 22 ] |
| Petrus de Jong                   | Algemeene Bond                        | I   | 18 september 1923 | [ f ]             | [ 23 ] |
| Willem de Jonge                  | Sociaal-Democratische Arbeiderspartij | I   | 18 september 1923 | 20 februari 1925  | [ 24 ] |
| Evert van Ketwich Verschuur      | Vrijheidsbond                         | II  | 18 september 1923 | 19 april 1924     | [ 25 ] |
| Henri van Kol                    | Sociaal-Democratische Arbeiderspartij | IV  | 18 september 1923 | 26 oktober 1924   | [ 26 ] |
| Jan van der Lande                | Algemeene Bond                        | II  | 18 september 1923 | 21 september 1926 | [ 27 ] |
| Willem van Lanschot              | Algemeene Bond                        | I   | 18 september 1923 | [ f ]             | [ 28 ] |
| George Lindeijer                 | Sociaal-Democratische Arbeiderspartij | I   | 11 maart 1925     | [ f ]             | [ 29 ] |
| Louis van der Maesen de Sombreff | Algemeene Bond                        | I   | 18 september 1923 | 23 februari 1926  | [ 30 ] |
| Maup Mendels                     | Sociaal-Democratische Arbeiderspartij | II  | 18 september 1923 | 21 september 1926 | [ 31 ] |
| George Michiels van Kessenich    | Algemeene Bond                        | I   | 7 april 1926      | [ f ]             | [ 32 ] |
| Piet Moltmaker                   | Sociaal-Democratische Arbeiderspartij | I   | 18 september 1923 | [ f ]             | [ 33 ] |
| Robert de Muralt                 | Vrijheidsbond                         | I   | 18 september 1923 | [ f ]             | [ 34 ] |
| Assueer van Nagell               | Vrijheidsbond                         | II  | 6 mei 1924        | 21 september 1926 | [ 35 ] |
| Frans Ossendorp                  | Sociaal-Democratische Arbeiderspartij | IV  | 18 november 1924  | 21 september 1926 | [ 36 ] |
| Henri Polak                      | Sociaal-Democratische Arbeiderspartij | III | 18 september 1923 | [ f ]             | [ 37 ] |
| Carry Pothuis-Smit               | Sociaal-Democratische Arbeiderspartij | III | 18 september 1923 | [ f ]             | [ 38 ] |
| Pieter Rink                      | Vrijheidsbond                         | IV  | 18 september 1923 | 21 september 1926 | [ 39 ] |
| Eltjo Rugge                      | Sociaal-Democratische Arbeiderspartij | II  | 18 september 1923 | 21 september 1926 | [ 40 ] |
| Bonifacius de Savornin Lohman    | Christelijk-Historische Unie          | I   | 7 april 1926      | [ f ]             | [ 41 ] |
| Marcus Slingenberg               | Vrijzinnig-Democratische Bond         | IV  | 18 september 1923 | 21 september 1926 | [ 42 ] |
| Jan Slotemaker de Bruine         | Christelijk-Historische Unie          | I   | 18 september 1923 | 8 maart 1926      | [ 43 ] |
| Harm Smeenge                     | Vrijheidsbond                         | II  | 18 september 1923 | 21 september 1926 | [ 44 ] |
| Roelof Stenhuis                  | Sociaal-Democratische Arbeiderspartij | II  | 18 september 1923 | 1 september 1925  | [ 45 ] |
| Aart de Veer                     | Anti-Revolutionaire Partij            | I   | 18 september 1923 | [ f ]             | [ 46 ] |
| Franciscus Verheyen              | Algemeene Bond                        | I   | 18 september 1923 | [ f ]             | [ 47 ] |
| Herman Verkouteren               | Christelijk-Historische Unie          | III | 18 september 1923 | [ f ]             | [ 48 ] |
| Willem de Vlugt                  | Anti-Revolutionaire Partij            | III | 18 september 1923 | [ f ]             | [ 49 ] |
| Jan van Voorst tot Voorst        | Algemeene Bond                        | IV  | 18 september 1923 | 21 september 1926 | [ 50 ] |
| Willem de Vos van Steenwijk      | Christelijk-Historische Unie          | II  | 18 september 1923 | 21 september 1926 | [ 51 ] |
| Luutzen de Vries                 | Christelijk-Historische Unie          | III | 18 september 1923 | [ f ]             | [ 52 ] |
| Jan de Waal Malefijt             | Anti-Revolutionaire Partij            | IV  | 18 september 1923 | 16 september 1925 | [ 53 ] |
| Otto van Wassenaer van Catwijck  | Christelijk-Historische Unie          | II  | 18 september 1923 | 21 september 1926 | [ 54 ] |
| Jan Westerdijk                   | Vrijzinnig-Democratische Bond         | II  | 18 september 1923 | 21 september 1926 | [ 55 ] |
| Floor Wibaut                     | Sociaal-Democratische Arbeiderspartij | III | 18 september 1923 | [ f ]             | [ 56 ] |
| Petrus de Wit                    | Algemeene Bond                        | I   | 18 september 1923 | [ f ]             | [ 57 ] |
| Everardus Wittert van Hoogland   | Algemeene Bond                        | IV  | 18 september 1923 | 21 september 1926 | [ 58 ] |
| Arie de Zeeuw                    | Sociaal-Democratische Arbeiderspartij | IV  | 18 september 1923 | 21 september 1926 | [ 59 ] |